# Frame Relay
Frame Relay (FR) – sieć z komutacją pakietów, używana do łączenia odległych sieci lokalnych (LAN), przesyłania danych, obrazu i głosu oraz dostępu do Internetu. W tej technice informacja jest dzielona na ramki o zmiennej długości, które przenoszą dane między sieciami LAN, co pozwala na przekazywanie informacji między urządzeniami końcowymi sieci rozległych (WAN).

## Frame Relay aX.25

Frame Relay a model OSI/ISO

Frame Relay, do chwili zdominowania sieci przez ATM, była bardzo powszechnym standardem sieciowym. Jej poprzedniczką jest sieć X.25, która została zaprojektowana dla sieci o dużej zawodności z dużą liczbą błędów. Sieć FR jest szybsza niż X.25, ponieważ wykorzystuje dużo prostszy mechanizm wykrywania i korekcji błędów. Protokół FR funkcjonuje w dwóch pierwszych warstwach modelu OSI/ISO, zaś X.25 sięga do warstwy sieciowej.

## Wykrywanie i korekcja błędów
Sieć FR wykrywa błędy nagłówka, formatu, jak i cyklicznego kodu nadmiarowego (CRC). Ramki z błędem są kasowane, a urządzenia końcowe są wyposażone w odpowiednie procedury powtarzania części sesji.

## Urządzenia we Frame Relay
W sieci Frame Relay wyróżniamy dwie grupy urządzeń:
- DTE (ang. Data Terminal Equipment) – urządzenia dostępu do sieci FR, końcowe, znajdujące się poza jej obszarem:
  - komputery,
  - rutery,
  - mosty,
  - terminale;
- DCE (ang. Data Communications Equipment) – urządzenia, po stronie sieci FR, służące do synchronizacji i przełączania usług między urządzeniami DTE:
  - przełączniki Frame Relay.

## Struktura
Sieć FR składa się z wielu urządzeń sieciowych połączonych kanałami fizycznymi, na których tworzone są ścieżki wirtualne (logiczne). Mogą być ustanawiane dynamicznie za pomocą odpowiednich sygnałów sygnalizacyjnych lub na stałe przy wstępnej konfiguracji sieci. Każdej ścieżce jest przydzielany unikatowy numer DLCI (ang. Data Link Connection Identifier). Przez jedno połączenie fizyczne może przebiegać wiele łączy wirtualnych. Pasmo każdego kanału fizycznego jest dynamicznie przydzielane między związane z nim łącza logiczne i zostaje przypisane dla danej ścieżki wtedy, gdy są nią przesyłane dane.
FR zapewnia połączenie typu full-duplex każdej parze urządzeń DTE.
Do tworzenia i usuwania ścieżek wirtualnych we Frame Relay są wykorzystywane odpowiednie prymitywy. Nazwy i funkcje najważniejszych z nich oraz ich zastosowanie w kolejnych krokach zestawiania i likwidacji połączenia wirtualnego zostały przedstawione w poniższych tabelach i rysunkach.

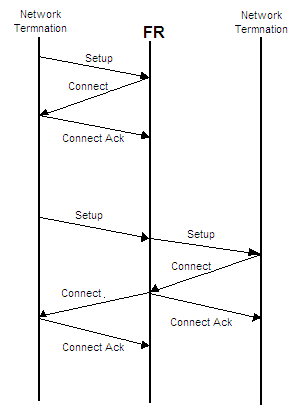
Wymiana prymitywów podczas tworzenia połączenia wirtualnego: do sieci FR oraz przez sieć FR

| Nazwa               | Funkcja                                                          |
| ------------------- | ---------------------------------------------------------------- |
| Setup               | Propozycja nawiązania połączenie do sieci FR (lub przez sieć FR) |
| Connect             | Akceptacja połączenia                                            |
| Connect Acknowledge | Potwierdzenie nawiązania połączenia                              |

| Nazwa            | Funkcja                                |
| ---------------- | -------------------------------------- |
| Disconnect       | Propozycja likwidacji połączenia       |
| Release          | Likwidowanie połączenia                |
| Release Complete | Potwierdzenie zlikwidowania połączenia |

## Podział połączeń logicznych
Połączenia wirtualne ze względu na okres na jaki są zestawiane mogą być podzielone na:
- PVC (ang. Permanent Virtual Circuits) – stałe połączenia wirtualne – zestawiane na dłuższy okres, są to przeważnie połączenia dzierżawione; połączenie nie jest przerywane przy braku transmisji; komunikat o stanie tego łącza może zawierać jedną z informacji:
  - Idle – połączenie zostało zestawione, lecz jest nieaktywne,
  - Data Transfer – trwa przesyłanie danych przez połączenie;
- SVC (ang. Switched Virtual Circuits) – komutowane połączenia wirtualne – zestawiane i rozłączane na życzenie, mogą zostać przerwane po określonym czasie bezczynności; komunikat o stanie łącza zawiera jedną z poniższych informacji:
  - Data Transfer – trwa przesyłanie danych przez połączenie,
  - Idle – połączenia zestawione, nieaktywne,
  - Call Setup – połączenie zostało zestawione,
  - Call Termination – połączenie zostało rozłączone.

## Format ramki
Format ramki Frame Relay został przedstawiony w tabeli poniżej:
| Flagi   | Adres    | Dane            | FCS      | Flagi   |
| ------- | -------- | --------------- | -------- | ------- |
| 8 bitów | 16 bitów | zmienna długość | 16 bitów | 8 bitów |

Krótki opis kolejnych pól ramki:
Flagipola flagowe wyznaczające początek i koniec ramki;
Adrespole adresu, w którym na numer łącza logicznego DLCI przeznaczone jest 10 bitów;
Danepole zmiennej długości, zawierające przesyłane dane;
FCSsuma kontrolna.